# Juansilvaïta
La juansilvaïta és un mineral de la classe dels arsenats. Rep el seu nom de Juan Silva Aguirre (1939-2012), un destacat enginyer de mines xilè i un dels empresaris miners més reeixits del país. Va ser responsable del desenvolupament i el funcionament de diverses mines importants i una miríada d'altres més petites en les àrees de Copiapó, Tierra Amarilla i Vallenar, a la Regió d'Atacama.

## Característiques
La juansilvaïta és un arsenat de fórmula química Na₅Al₃[AsO₃(OH)]₄[AsO₂(OH)₂]₂(SO₄)₂(H₂O)₄. Va ser aprovada com a espècie vàlida per l'Associació Mineralògica Internacional l'any 2015. Cristal·litza en el sistema monoclínic, en forma de fulles de fins 0,5 mil·límetres de longitud. També es troba en agregats radials fortament intercrescuts, i en agregats arrodonits. Es tracta d'un nou tipus d'estructura. És l'únic mineral que combina sodi, alumini, arsènic i sofre. La seva duresa a l'escala de Mohs és 2,5.

## Formació i jaciments
Va ser descoberta a la mina Torrecillas, al Salar Grande, a la província d'El Tamarugal (Regió de Tarapacá, Xile), on sol trobar-se associada a altres minerals com: sofre, halita, canutita i anhidrita. És l'únic indret on ha estat trobada aquesta espècie mineral.